# Bùi Phương Nga
Bùi Phương Nga (sinh ngày 16 tháng 11 năm 1998) là một nữ người mẫu kiêm người dẫn chương trình truyền hình người Việt Nam. Là Á hậu 1 của cuộc thi Hoa hậu Việt Nam 2018, cô đại diện cho đất nước Việt Nam tham dự tại cuộc thi Hoa hậu Hòa bình Quốc tế 2018 và vào Top 10 chung cuộc nhờ khán giả bình chọn. Cô cũng từng là Hoa khôi Gương mặt trang bìa của Báo Sinh viên Việt Nam.

## Sự nghiệp

### 2018: Á hậu Việt Nam, Top 10 Hoa hậu Hòa bình Quốc tế
- Á hậu Việt Nam 2018: Bùi Phương Nga đã xuất sắc dành được ngôi vị Á hậu 1 tại Hoa hậu Việt Nam 2018. Đăng quang cùng với cô  trong đêm chung kết Hoa hậu Việt Nam 2018 vào ngày 16 tháng 9 năm 2018 tại Nhà thi đấu Phú Thọ (Thành phố Hồ Chí Minh) là Trần Tiểu Vy - Hoa hậu Việt Nam 2018 và Á hậu 2 Nguyễn Thị Thúy An.
- Top 10 Hoa hậu Hòa bình Quốc tế 2018

Nhận được nhiều phiếu bình chọn nhất từ khán giả, Phương Nga đã được vào thẳng Top 10 cuộc thi Hoa hậu Hòa bình Quốc tế 2018. Ngoài ra, cô còn giành được các giải phụ: Người đẹp được khán giả bình chọn nhiều nhất, Most-Liked and Shared Official Portraits Photos khu vực châu Á và châu Đại Dương, Top 5 Hottest Contestants for Preliminary Competition, Top 12 Trang phục dân tộc đẹp nhất.

## Các chương trình đã tham gia

### Dẫn chương trình
- Bữa trưa vui vẻ - VTV6
- Cà phê sáng với VTV3 - VTV3
- VTV Travel - VTV1
- Cuộc sống tươi đẹp - VTV3
- Phiên chợ mùa xuân 2024 - VTV

### Người chơi, Khách mời
- Tường lửa - VTV3
- TTV hội tụ - TTV
- Cho ngày hoàn hảo - VTV2
- Tâm đầu ý hợp - HTV7
- Đường tới cầu vồng - VTV6
- Nhanh như chớp - HTV7
- Úm ba la ra chữ gì? (mùa 3) VTV3
- Tiền khéo Tiền khôn - VTV3
- Lời tự sự - VTV3
- Chuyện 2023 - HTV7
- S - Việt Nam - VTV1
- Của ngon vật lạ - VTV3

### Giám khảo khách mời
- Alo English 2022 - VTV7
- Super Junior 2023 - VTV7

## Các sự kiện
- Lễ trao giải âm nhạc cống hiến 2019
- Hoa hậu Thế giới Việt Nam 2019 - phần thi người đẹp Thể Thao
- Talkshow series Hoa hậu Việt Nam 2020
- Lễ trao giải Ngôi sao xanh 2020
- Thảm đỏ Vietnam beauty fashion fest 1, 2

Hoa hậu Thế giới Việt Nam 2022 - (VTV6) (Dẫn chương trình)
- Thảm đỏ Đêm chung khảo Hoa hậu Thế giới Việt Nam 2022 - (VTV6) (Dẫn chương trình)
- VTV Awards 2023 - (VTV1) (Trao giải)

## Phim
- Cậu có phục vụ tại bàn không (2020)
- 11 tháng 5 ngày (2021)

## Đời tư
Ngày 16 tháng 9 năm 2018, nam diễn viên Bình An xuất hiện tại đêm chung kết Hoa hậu Việt Nam để cổ vũ Phương Nga.
Ngày 14 tháng 2 năm 2019, đúng dịp Valentine, á hậu Phương Nga và nam diễn viên Bình An công khai xác nhận hẹn hò trên mạng xã hội. Được biết cả hai đã bắt đầu hẹn hò từ năm 2017, Bình An còn là mối tình đầu của Phương Nga cho đến thời điểm hiện tại.
Tháng 3 năm 2020, Phương Nga chính thức tốt nghiệp trường Đại học kinh tế Quốc dân. Cô nhận bằng giỏi với điểm trung bình các môn học là 4.49/5. Điểm luận án tốt nghiệp đạt 9,3.
Năm 2021, Á hậu Phương Nga vẫn quyết định chinh phục chặng đường đại học một lần nữa với ngành Truyền thông xã hội (Social Media) tại trường Swinburne Việt Nam.
Ngày 13 tháng 2 năm 2022, Bình An đã chính thức cầu hôn Phương Nga dưới sự chứng kiến của người thân và bạn bè sau gần 5 năm hẹn hò.
Ngày 21/10/2022, Phương Nga và Bình An chính thức về chung một nhà.